# 大島 (江東区)
大島（おおじま）は、東京都江東区の地名。現行行政地名は大島一丁目から大島九丁目。住居表示実施済区域。

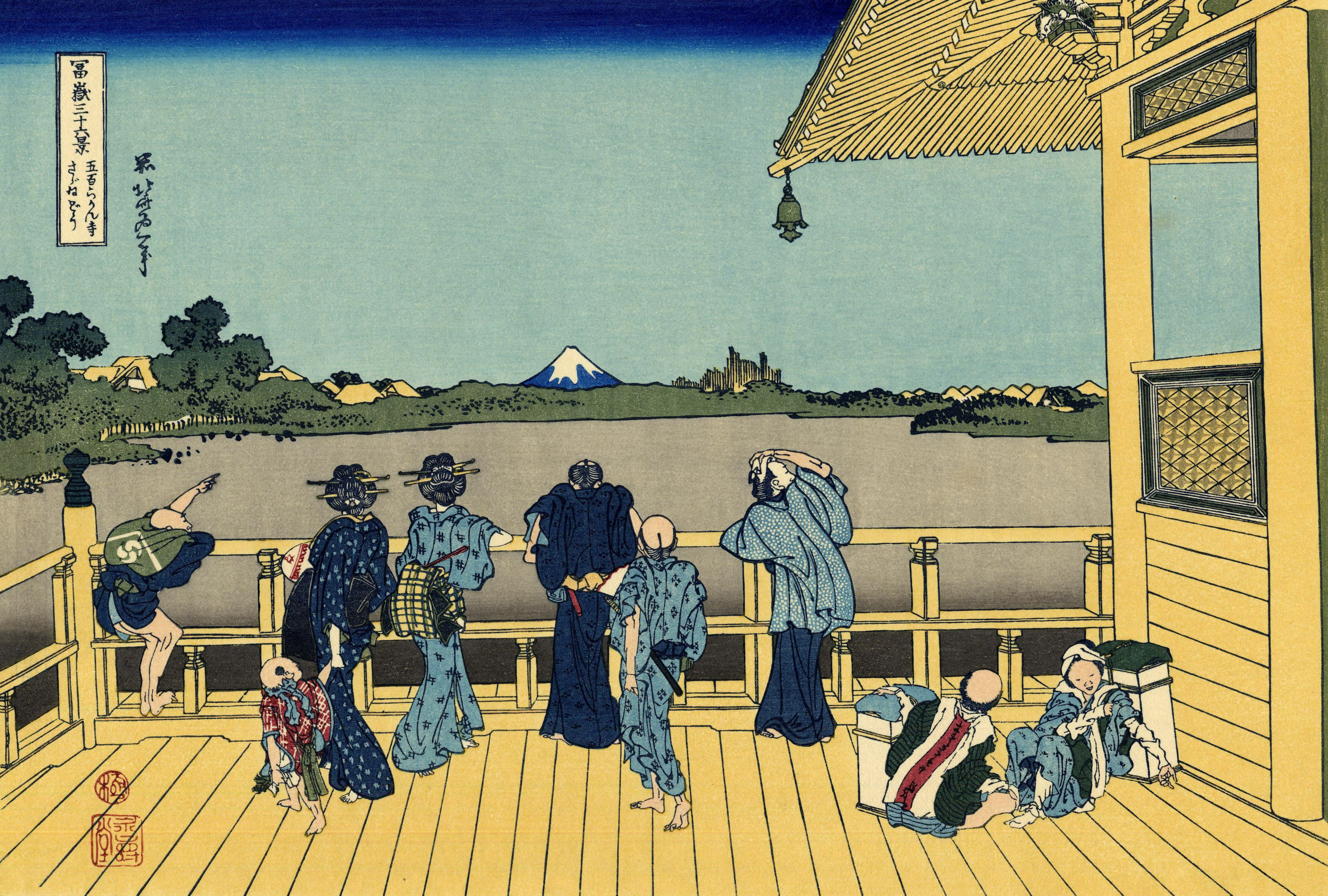
葛飾北斎『冨嶽三十六景』「五百らかん寺さゞゐどう」。大島にあった羅漢寺のさざえ（さざゐ）堂と富士山を描く。

## 地理
東京都江東区の北東部に位置し、城東地域内に当たる。北で亀戸、東で江戸川区小松川、南で北砂および東砂、西で毛利・住吉および猿江と隣接する。町域の北辺を竪川、東辺を旧中川、南辺を小名木川、西辺を横十間川と接する。
海抜−2m前後の低地となっている。いわゆるゼロメートル地帯である。

### 地価
住宅地の地価は、2025年（令和7年）1月1日の公示地価によれば、大島6-21-2の地点で48万3000円/m2、大島8-37-8の地点で49万7000円/m2となっている。

## 歴史
正保年間（1644年 - 1647年）頃に、海岸の低湿地を開発して村が作られ、約250年前の「元禄図」に初めてその名が出ている。当時比較的大きな島であったので、この地名がつけられたとされる。葛飾郡大島村のうち、小名木川沿岸の百姓が1657年（明暦3年）に商売屋を始め、1706年（宝永3年）には町地となり、深川上大島町と深川下大島町が起立した。この二町は1713年（正徳3年）町奉行と代官の両支配地となり、明治維新後の1878年（明治11年）に深川区へ編入された。
- 1891年（明治24年） - 永平小学校と沖島小学校が合併。大島尋常小学校が発足（現在の江東区立大島第一小学校）。教員数7名、児童数253名[6]。
- 1923年（大正12年）9月 - 関東大震災および大島町事件が発生。
- 1962年（昭和37年） - 東京都が「新大橋通り」（東京都道・千葉県道50号東京市川線）を通称道路名に指定。
- 1968年（昭和43年）3月3日 - 大島七丁目の木造住宅密集地帯で火災。26棟が焼失、269人が被災[7]。
- 1978年（昭和53年） - 都営地下鉄新宿線が開通し、西大島駅、大島駅、東大島駅が開業した。
- 1990年代 - 都心への利便性に比して不動産価格があまり高くないことから、マンション建設が増加し人口が集積した。
- 2013年（平成25年） - 旧中川・川の駅が開業[8]。

### 地名の変遷
「大島」の読みについては、弘化4年（1847年）改版の「江戸町鑑」に「大ジマ」と濁音で呼ぶよう強調されている。これは深川猟師町の一つであった大島町と区別し、当地を「大ジマ」と呼んだと推定されている。その後1965年（昭和40年）の住居表示制度実施時に「おおじま」と読むよう決められた。
1889年（明治22年）市制町村制施行が施行された際に横十間川以西が東京市、以東が南葛飾郡とされ、それまでの南葛飾郡大島村と深川区深川上大島町は横十間川を境に以東は（新）大島村に、以西は東京市深川区にそれぞれ編入され、深川区深川下大島町は（新）大島村に編入された。
東京市深川区に編入された区域は、深川上大島町と大島村字曽根（暫定的に深川区の「村」として残っていた）があったが、1891年（明治24年）に大島村字曽根が深川猿江裏町に編入された。現在の江東区猿江（上大島町）、住吉（大島村）に当たる。
現在の大島はこの時に成立した（新）大島村の区域である。これには南葛飾郡（旧）大島村の大部分、深川本村、深川出村、猿江村、南本所出村、北本所出村、中ノ郷出村、須崎村、小梅村、亀戸村、深川区深川上大島町の各一部のほか、平方村、小名木村、六間堀出村、深川区深川下大島町の各全域が含まれた。

## 世帯数と人口

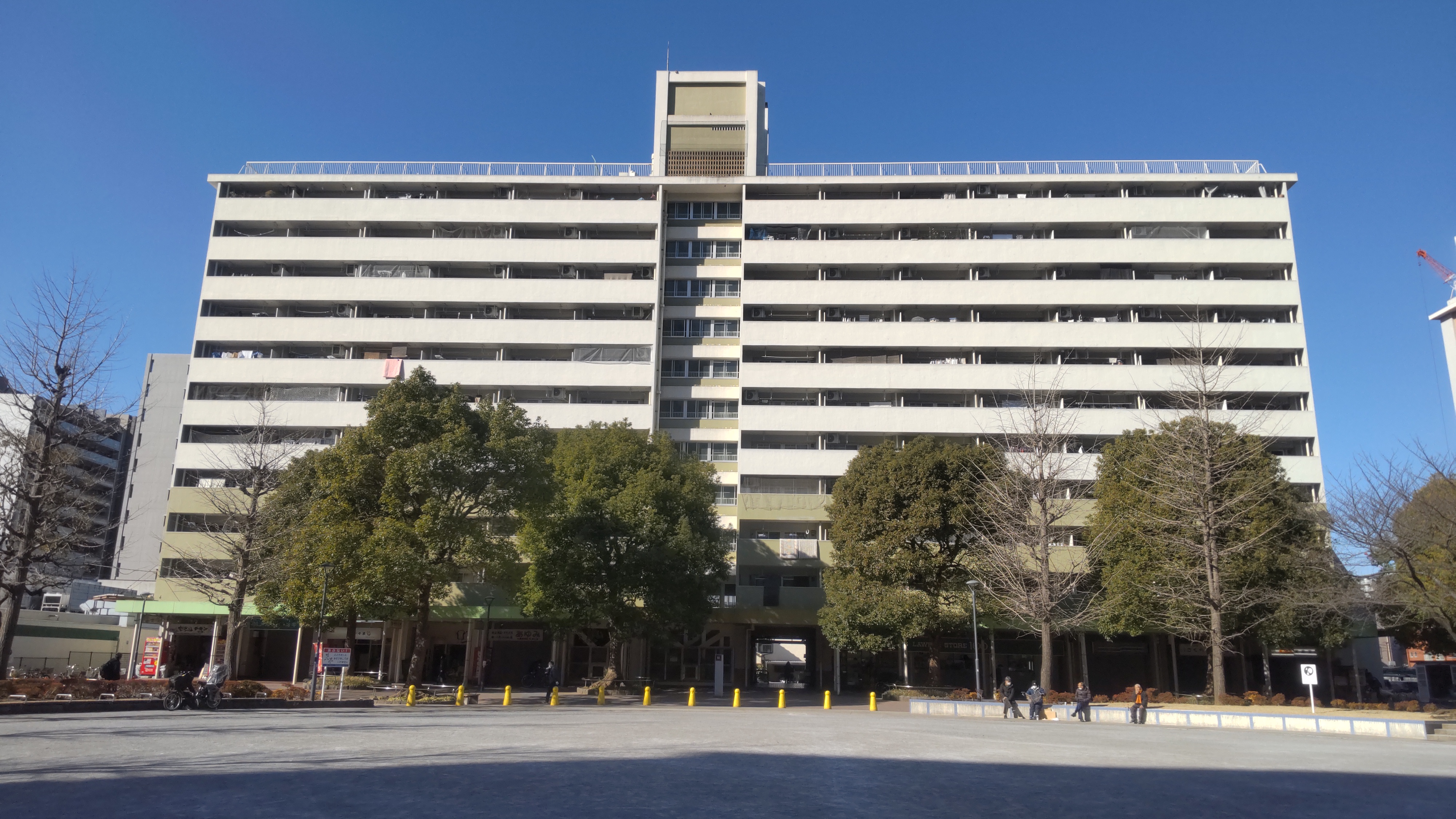
大島六丁目団地　1号棟

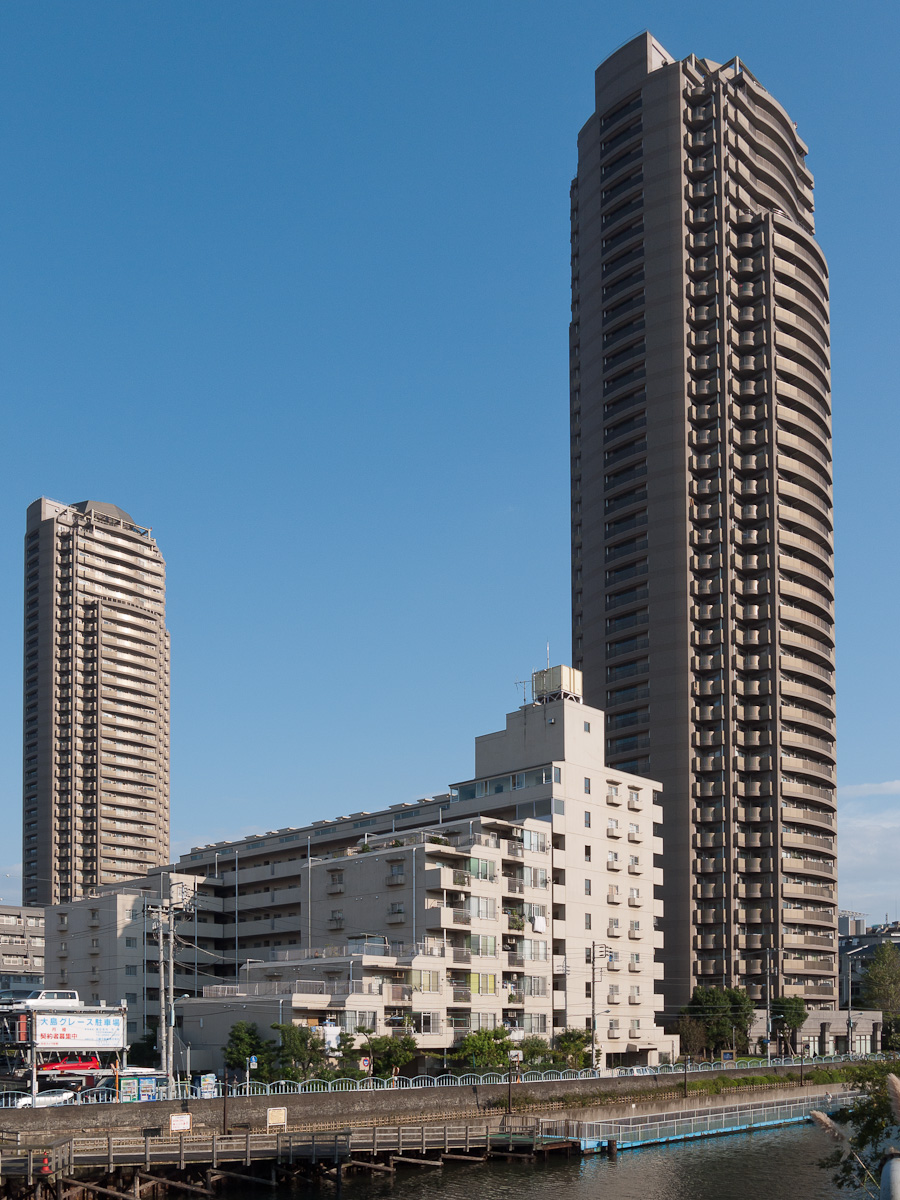
ザ・ガーデンタワーズ

2023年（令和5年）1月1日現在（東京都発表）の世帯数と人口は以下の通りである。
| 丁目       | 世帯数     | 人口     |
| ---------- | ---------- | -------- |
| 大島一丁目 | 4,015世帯  | 7,569人  |
| 大島二丁目 | 3,491世帯  | 5,859人  |
| 大島三丁目 | 2,835世帯  | 5,599人  |
| 大島四丁目 | 4,743世帯  | 8,102人  |
| 大島五丁目 | 4,114世帯  | 6,798人  |
| 大島六丁目 | 5,232世帯  | 9,742人  |
| 大島七丁目 | 4,511世帯  | 8,053人  |
| 大島八丁目 | 4,569世帯  | 8,317人  |
| 大島九丁目 | 1,640世帯  | 3,215人  |
| 計         | 35,150世帯 | 63,254人 |

大規模な集合住宅（都営住宅・UR賃貸・分譲マンションなど）が多い。特に戸数が多いのは、UR賃貸「大島六丁目団地」の2892戸である。

### 人口の変遷
国勢調査による人口の推移。
| 年                 | 人口   |
| ------------------ | ------ |
| 1995年（平成7年）  | 55,585 |
| 2000年（平成12年） | 57,213 |
| 2005年（平成17年） | 59,506 |
| 2010年（平成22年） | 60,393 |
| 2015年（平成27年） | 61,687 |
| 2020年（令和2年）  | 62,708 |

### 世帯数の変遷
国勢調査による世帯数の推移。
| 年                 | 世帯数 |
| ------------------ | ------ |
| 1995年（平成7年）  | 22,011 |
| 2000年（平成12年） | 24,261 |
| 2005年（平成17年） | 26,543 |
| 2010年（平成22年） | 28,330 |
| 2015年（平成27年） | 30,608 |
| 2020年（令和2年）  | 32,791 |

## 学区
区立小・中学校に通う場合、学区は以下の通りとなる（2023年4月時点）。
| 丁目       | 番地                                | 小学校                 | 中学校                 |
| ---------- | ----------------------------------- | ---------------------- | ---------------------- |
| 大島一丁目 | 1番35号                             | 江東区立北砂小学校     | 江東区立大島西中学校   |
| 大島一丁目 | その他                              | 江東区立第一大島小学校 | 江東区立大島西中学校   |
| 大島二丁目 | 2番20号                             | 江東区立毛利小学校     | 江東区立大島西中学校   |
| 大島二丁目 | その他                              | 江東区立第一大島小学校 | 江東区立大島西中学校   |
| 大島三丁目 | 全域                                | 江東区立第二大島小学校 | 江東区立第二大島中学校 |
| 大島四丁目 | 全域                                | 江東区立大島南央小学校 | 江東区立大島西中学校   |
| 大島五丁目 | 1～5番、11～33番 36～44番、48～53番 | 江東区立大島南央小学校 | 江東区立大島西中学校   |
| 大島五丁目 | 6〜10番、34〜35番 45〜47番          | 江東区立第四大島小学校 | 江東区立大島西中学校   |
| 大島六丁目 | 1番2〜3・6号 3～30番                | 江東区立第四大島小学校 | 江東区立第二大島中学校 |
| 大島六丁目 | 1番1・4〜5・7号 2番                 | 江東区立第二大島小学校 | 江東区立第二大島中学校 |
| 大島七丁目 | 全域                                | 江東区立第三大島小学校 | 江東区立大島中学校     |
| 大島八丁目 | 全域                                | 江東区立第五大島小学校 | 江東区立大島中学校     |
| 大島九丁目 | 1〜3番                              | 江東区立第五大島小学校 | 江東区立大島中学校     |
| 大島九丁目 | 4〜10番                             | 江東区立第三大島小学校 | 江東区立大島中学校     |

## 交通

### 鉄道
- 都営地下鉄新宿線：西大島駅 / 大島駅 / 東大島駅

大島九丁目の東大島駅近隣に都営地下鉄新宿線の車両基地：大島車両検修場が設置されており、大島駅を起終点とする列車が設定されている。

### バス
都営バスが地域を東西に横断する新大橋通り、南北に縦断する明治通り・丸八通り・番所橋通りで運行している。
東大島駅前（大島口）および東大島駅入口を発着・経由する系統
- 錦28系統：北砂五丁目団地・江東公会堂・錦糸町駅方面
- 門21系統：旧葛西橋・東陽町駅・門前仲町方面
- 亀24系統：大島駅・西大島駅・亀戸駅方面
- 草24系統：亀戸駅・浅草寿町方面
- FL01系統：水神森・錦糸町駅方面/船堀駅・葛西駅方面（土曜・休日のみ）

大島駅を経由する系統
- 亀21系統：旧葛西橋・東陽町駅方面/亀戸駅方面
- 亀24系統
- 草24系統

西大島駅を経由する系統
- 都07系統：境川・東陽町駅・門前仲町方面/錦糸町駅方面
- 両28系統：錦糸町駅・両国駅方面/境川・葛西橋方面
- 亀29系統：亀戸駅方面/旧葛西橋・西葛西駅・なぎさニュータウン方面
- 錦18系統：境川・新木場駅方面/錦糸町駅方面（平日のみ）
- 急行05系統：新木場駅・日本科学未来館方面/錦糸町駅方面（土曜・休日のみ）
- 亀23系統：北砂五丁目団地・南砂町駅・江東高齢者医療センター方面/亀戸駅方面
- 亀24系統
- 草24系統
- 錦28系統

### 道路・橋梁
道路
- 首都高速7号小松川線
- 東京都道・千葉県道50号東京市川線（新大橋通り）
- 東京都道306号王子千住夢の島線（明治通り）
- 東京都道476号南砂町吾嬬町線（丸八通り）
- 東京都道477号亀戸葛西橋線

橋梁
- 竪川に架かる橋
  - 亀島橋
  - 五の橋
  - 昭和橋
  - 竪川大橋
  - 中之橋えいへいじんじゃ
  - 新六の橋
- 旧中川に架かる橋
  - 虹の大橋
  - もみじ大橋
  - さくら大橋
  - 船堀橋
  - 中川大橋
- 小名木川に架かる橋
  - 小名木川クローバー橋
  - 進開橋
  - 丸八橋
  - 塩の道橋
  - 番所橋
- 横十間川に架かる橋
  - 清水橋
  - 本村橋
  - 大島橋
  - クローバー橋

## 事業所
2021年（令和3年）現在の経済センサス調査による事業所数と従業員数は以下の通りである。
| 丁目       | 事業所数    | 従業員数 |
| ---------- | ----------- | -------- |
| 大島一丁目 | 190事業所   | 1,995人  |
| 大島二丁目 | 226事業所   | 5,121人  |
| 大島三丁目 | 188事業所   | 2,443人  |
| 大島四丁目 | 170事業所   | 1,124人  |
| 大島五丁目 | 225事業所   | 1,580人  |
| 大島六丁目 | 188事業所   | 2,193人  |
| 大島七丁目 | 219事業所   | 1,769人  |
| 大島八丁目 | 181事業所   | 1,012人  |
| 大島九丁目 | 69事業所    | 1,155人  |
| 計         | 1,656事業所 | 18,392人 |

### 事業者数の変遷
経済センサスによる事業所数の推移。
| 年                 | 事業者数 |
| ------------------ | -------- |
| 2016年（平成28年） | 1,668    |
| 2021年（令和3年）  | 1,656    |

### 従業員数の変遷
経済センサスによる従業員数の推移。
| 年                 | 従業員数 |
| ------------------ | -------- |
| 2016年（平成28年） | 19,719   |
| 2021年（令和3年）  | 18,392   |

## 施設
行政
- 江東区役所大島出張所
- 江東区福祉事務所
- 江東都税事務所
- 城東図書館
- 東大島図書館
- 江東区総合区民センター

教育
- 東京都立城東高等学校
- 東京都立科学技術高等学校
- 江東区立大島西中学校
- 江東区立大島中学校
- 江東区立第一大島小学校
- 江東区立第二大島小学校
- 江東区立第三大島小学校
- 江東区立第四大島小学校
- 江東区立第五大島小学校
- 江東区立大島南央小学校
- 江東区立第二大島中学校
- 東京都立大塚ろう学校江東分教室

公園
- 大島小松川公園
  - スポーツ広場
  - わんさか広場
- 大島緑道公園
- 釜屋堀公園（江戸時代に活躍した鋳物師・釜六、釜七の足跡を残す）

## 企業
- 日本ヒューレット・パッカード本社
- アシーネ本社
- ボンテ本社

## 金融機関
銀行
- ゆうちょ銀行城東店
- みずほ銀行大島駅前出張所
- きらぼし銀行城東支店

信用金庫
- 東京ベイ信用金庫城東営業部
- 東京ベイ信用金庫大島支店
- 東京東信用金庫大島支店

## 大島（江東区）に縁のある著名人
- 有島重武 - 公明党所属の衆議院議員で、住所が大島7丁目[21]。
- 鈴木輝江 - 女優
- 田中圭 - 俳優
- 大沢樹生 - 俳優、元光GENJI。出生地は文京区本郷、小中学生時代を大島で過ごす。

## その他

### 日本郵便
- 郵便番号 : 136-0072[3]（集配局 : 城東郵便局[22]）。